# Bataille de Mata Asnillos
Âge d'or de la piraterie
Batailles
- Mata Asnillos (1671)
- Cape Fear (1718)
- Île d'Ocracoke (1718)
- Anjouan (1720)
- Saint-Denis (1721)

La bataille de Mata Asnillos (où Matasnillos), également appelé sac de Panama, oppose, le 28 janvier 1671, les flibustiers commandés par Henry Morgan aux troupes espagnoles de la ville de Panama.

## Préambule
En 1670, Henry Morgan fait avertir les Aventuriers, tant Français qu'Anglais de la Jamaïque, de la Tortue et de Saint-Domingue, qu'il formait une armée considérable afin d'attaquer une place importante, assurant que s'il remportait la victoire, chacun aurait assez de bien pour se retirer, et que pour lui, il se flattait que ce serait son dernier voyage et donna rendez-vous à sa bande au cap Tiburon à Haïti,.
Morgan, qui montait le navire Malouin nommé le Cerf-volant, qui avait été confisqué par le Gouverneur de la Jamaïque, fut bientôt suivi de vaisseaux venus de la nouvelle Angleterre, qui avaient armé à la Jamaïque, dans le dessein de le rejoindre.
Après avoir séjourné quelque temps au Cap Tiburon, Morgan se voit chef d'une flotte de trente-sept vaisseaux, tant petits que grands. Le sien était le plus considérable, sur lequel il avait mis vingt-quatre pièces de canon et huit barces de fonte. Les autres navires étaient montés de 16, 14, 12, 10 ou enfin quatre pièces de canon au moins.
Après avoir fait la revue, il se trouva deux mille deux cent hommes tous armés avantageusement, et résolus à bien se battre pour avoir un riche butin. Morgan tint ensuite conseil avec tous les capitaines et les autres principaux officiers, pour décider de la place serait attaquée. Il en proposa trois : Panama, Carthagène et Veracruz, dans le Golfe de la nouvelle Espagne.
On jugea que Panama était celle dont la prise serait la plus avantageuse, parce qu'elle était la plus riche des trois.
En effet, tous les ans, les galions du Roi d'Espagne chargé d'argent arrivaient des mines du Pérou à Panama d'où il était apporté par terre de cette ville à celle de Portobello, sur des mulets, afin d'y être chargé pour l'Espagne.
Toutes les marchandises qui allaient au Pérou, étaient aussi déchargées à Portobello et portées par la même commodité des mulets à Panama, d'où elles étaient chargées sur des galions de la mer du Sud, et rapportées au Pérou, au Chili ou en d’autres lieux sous la domination du Roi d'Espagne.
Il fut conclu de prendre l'île Sainte-Catherine, pour avoir des guides qui conduiraient l'armée à cette ville, parce que cette île qui tenait lieu dans les Indes pour le Roi d'Espagne, permettait d'y trouver des bandits relégués, qui seraient bien aises de servir de guides, et de sortir ainsi de l'esclavage.
La résolution ainsi prise, une Chasse-Partie est mise en place.

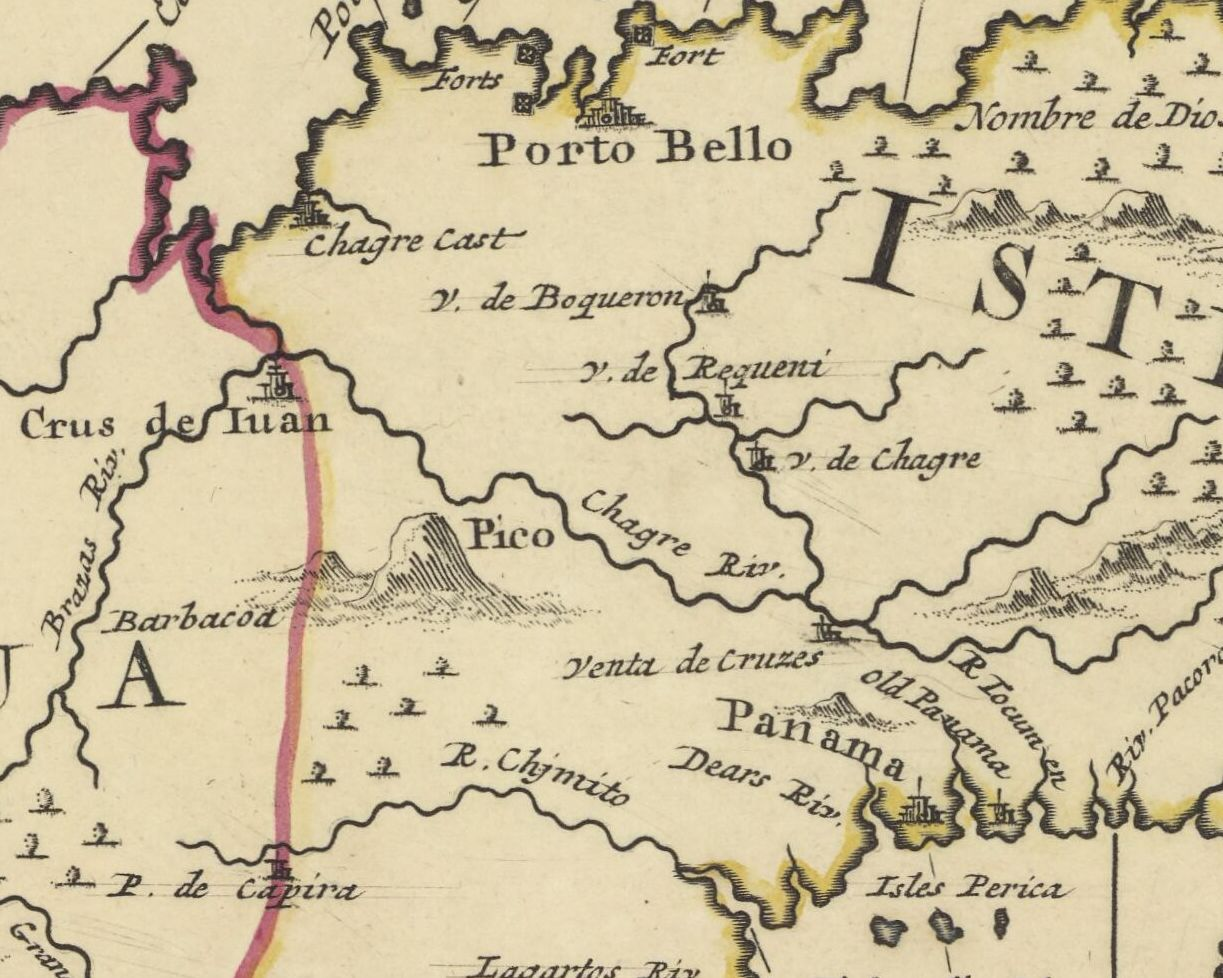
Carte de l'isthme de Panama de 1702 - Morgan et ses hommes sont partis du « Chagre cast » (situé en haut) longés la « Chagre Riv » et arrivés à « Old Panama » (en bas)

Après quoi Henri Morgan se fit reconnaître de tous comme Amiral et Général. Il fit également prêter le serment de fidélité, et divisa sa flotte en deux escadres sous deux différents pavillons; l'une sous le pavillon Royal d'Angleterre, qu'il portait au grand mât et l'autre sous le pavillon blanc.
Morgan ayant mis sa flotte en bon ordre, part le 16 décembre 1670 et prend la route de l'île Sainte Catherine où il arrive le 20 décembre suivant. Morgan fit mettre mille hommes à terre, et marcha lui-même à leur tête au travers des bois, n'ayant pour guide que ceux qui s’étaient trouvés à la prise de cette île, lorsque Edward Mansvelt s'en rendit le maître en mai 1666.
L'île prise, Morgan commande à quatre vaisseaux et une barque, avec quatre cents hommes, d'aller prendre le fort de Saint-Laurent de Chagre. Morgan y envoie ce petit nombre de gens, afin que les Espagnols ne se découvrent pas du but réel qu'il avait, afin qu'ils ne songeassent point à se fortifier et qu'ils croient que ces quatre vaisseaux, voulaient prendre ce fort seulement pour le piller.

## L'approche
Commandés par le capitaine Bradelet où Bradley (en), les 4 vaisseaux arrivèrent, le 14 décembre 1670, en vue du fort San Lorenzo 4 jours après leur départ de l'île Sainte-Catherine. Ce fort situé à l'embouchure du río Chagres est bâti sur une montagne haute et large, avec tout autour un escarpement de roches, et accessible seulement du côté de la terre. On y entre par le moyen d'un pont-levis, il y a des casemates qui empêchent l'accès du fossé et des palissades. Il y a en haut plusieurs batteries de canon qui donnent de tous côtés, accompagnées de plusieurs corps de garde. Sur le bord de l'eau, on trouve deux autres batteries couvertes et flanquées à fleur d'eau. Sur le bord de la mer, il y a une tour sur laquelle huit pièces de canon défendent l'entrée de la rivière.
Les Espagnols ayant aperçu les vaisseaux, dressèrent le pavillon Royal, et canonnèrent d'une terrible manière. Les Aventuriers allèrent mouiller à un quart de lieue de cette rivière, au port de Naranjas, où ils demeurèrent jusqu'au lendemain matin. Le 15 décembre, après avoir attaqué sans succès le fort, les pirates tirèrent sur le fort avec des flèches enflammées, mettant ainsi le feu à plusieurs maisons et leur permettant de faire une brèche pour entrer dans le fort et ils finirent par se rendre maitres du fort grâce aux incendies. Sur les 300 défenseurs, 14 furent faits prisonniers et les pirates eurent 110 morts et 80 blessés.
Quatre jours après, la flotte de Morgan arrive au fort San Lorenzo.
Le dimanche 18 janvier 1671, après avoir laissé 500 hommes dans le fort et 150 hommes sur les vaisseaux, 1 846 pirates répartis sur 35 navires commandés par Henri Morgan partent de Castillo de San Lorenzo, sur la côte Caraïbe, en naviguant sur le río Chagres en direction de la ville de Panama. Parmi ces boucaniers se trouvaient 520 Français et 8 navires français. Avec la peur de tomber dans une embuscade, la troupe progresse d'environ 6 lieues espagnoles (soit 25 km) et arrive en fin de journée dans un lieu nommé « Rio de dos Braços ». Les Espagnols avaient tout ruiné, et arraché jusqu'aux racines, et même coupé les fruits qui n'étaient pas encore mûrs, sans laisser aucun bestiau, si bien que les Aventuriers ne trouvèrent que les maisons vides.
Le lundi 19 janvier 1671, les pirates arrivèrent à un lieu nommé la « Crux (Cruz) de Iuan Galliego ». En cet endroit ils furent obligés de laisser leurs frégates légères, tant parce que le rio Chagres, faute de pluie, était bas, et qu'à cause des arbres qui étaient tombés dedans l'embarrassaient. La troupe continua alors à cheminer une partie le long du rio l'autre partie dans des canots. Ils sont aperçus par des guetteurs espagnols.
Le mardi 20 janvier 1671, Morgan envoya un guide avec quelques aventuriers, afin de découvrir le chemin. Mais lorsqu’ils entrèrent dans le bois, ils ne trouvèrent aucune route, ni même aucun moyen d'en faire, parce que le pays était inondé et très marécageux. Ils se créèrent toutefois un passage jusqu'à un lieu nommé « Cedro Bueno ». Affamés depuis 3 jours les Aventuriers souhaitaient ardemment rencontrer les Espagnols, car ils commençaient à devenir faibles, n'ayant point mangé depuis leur départ, faute de rien tirer, ni même de gibier. Quelques-uns mangeaient des feuilles d'arbres, mais toutes n'étaient pas bonnes pour cela. Il faisait nuit avant que tout le monde fût passé, si bien qu'ils couchent sur le bord du rio avec beaucoup d'incommodités, car les nuits sont froides, et qu'ils étaient peu vêtus.
Ils sont repérés par des vigiles espagnols.
Le mercredi 21 janvier 1671, qui était le quatrième jour de marche, les Aventuriers trouvèrent le moyen d'avancer, si bien qu'une partie allait par terre, et l'autre dans des canots par eau avec chacun un guide. Ces guides marchaient avec vingt ou trente hommes pour découvrir les embuscades espagnoles, sans faire beaucoup de bruit. Mais les espions espagnols étaient plus subtils que les pirates, et comme ils connaissaient très bien les chemins, ils avertissaient de ce qui se passait, une demi-journée avant que les aventuriers fussent arrivés. Vers midi les deux canots qui ramaient devant, rebroussèrent chemin et firent savoir qu'ils avaient découvert une embuscade. Après s'être préparés, les pirates commencèrent à faire des cris épouvantables, et à courir, mais ils demeurèrent plus morts que vifs, trouvant cette place abandonnée. Les Espagnols s'y étaient bien retranchés, mais sachant que les aventuriers étaient en grand nombre, comme les espions leur avaient indiqué, ils pensèrent que la place n'était pas tenable, et laissèrent leurs retranchements, qui pouvaient contenir quatre cents hommes. Ils étaient munis d'une forte palissade en forme de demi-lune, dont les pieux étaient de gros arbres entiers. Lorsqu’ils quittèrent la place, ils emportèrent les vivres, et brûlèrent ce qu'ils n'avoient pu emporter. Morgan voyant qu'il ne trouvait point de vivres, avança tant qu'il put. Ils marchèrent le reste de la journée et arrivèrent le soir à un lieu nommé « Torna Muni », où ils rencontrèrent encore une embuscade, mais abandonnée comme l'autre. Ces deux embuscades leur avaient donné une fausse joie, car ils n'aspiraient qu'à trouver de la nourriture.
Le jeudi 22 janvier 1671, les pirates arrivent vers midi à Barro Colorado, le premier village espagnol, qu'ils trouvent également brûlé et abandonné, comme les autres lieux traversés, Juan Pérez de Guzmán y Gonzaga (es), le gouverneur de Panama (es), ayant ordonné la politique de la terre brûlée sur le chemin menant à Panama. Mais comme il y avait plusieurs habitations, les pirates cherchèrent partout, et à force de chercher ils trouvèrent deux sacs de farine enfouis dans terre avec quelques fruits, qu'on nomme plantanos. Après le repas ils reprirent leur marche jusqu'à un lieu nommé « Tabernillas », où il n'y avait quelques habitations abandonnées et dégradées.
Le vendredi 23 janvier 1671, sixième jour de marche, ils reprennent leur marche en étant obligés de se reposer souvent, à cause de leur faiblesse qui les empêchait d'avancer. Ils arrivèrent vers midi à une habitation un peu écartée du chemin, qu'ils trouvèrent pleine de maïs encore en épi. Peu après cette découverte, ils aperçurent quelques Indiens qui marchaient devant eux. Ils commencèrent à les poursuivre, croyant qu'ils rencontreraient une embuscade espagnole, jusqu'au bourg de « Venta de Cruces », où les Indiens passèrent la rivière et échappèrent aux aventuriers. Ces Indiens leur criaient de loin, « ah chiens d'Anglais, venez dans la savane nous vous y attendons ».
Le samedi 24 janvier 1671, les boucaniers restèrent à « Venta de Cruces », que les habitants avaient quitté après avoir incendié les maisons sauf les magasins du Roi et les écuries. Affamés, ils tuèrent tous les chiens et les chats qu'ils purent prendre. Morgan fit revue de son monde, et trouva qu'il avait onze cent hommes tous capables de combattre et bien résolus à le suivre.
Le dimanche 25 janvier 1671, ils continuèrent leur progression à pied à travers la jungle en quittant la rivière à cause de son faible débit. Morgan choisit deux cents hommes pour servir d'enfants perdus, et marcher devant, afin d'investir les ennemis, et que le gros ne fût point surpris, particulièrement dans le Camino de Cruces qu'ils avaient à faire de « Venta de Cruces » à Panama, où en plusieurs endroits il était si étroit, qu'il n'y avait de passage que pour deux hommes de front.
Morgan fit du reste un corps de bataille, une avant-garde et une arrière-garde, et en cas de combat, une aile droite et une aile gauche, avec des gens en réserve. Arrivé à un lieu nommé « Quebrada Obscural » les boucaniers sont assaillis par une pluie de flèches qui leur tua huit ou dix hommes, et en blessa autant. Ayant repoussé cette attaque, ils continuèrent leur progression vers la capitale, toujours suivi, de loin, par les indiens. Au soir, ils s'arrêtèrent dans un groupe de maisons.
Le lundi 26 janvier 1671, neuvième jour de marche, les pirates continuent leur progression sur Gamboa découvrant du haut d'une petite montagne la mer du Sud et un navire avec cinq barques qui partait de Panama pour aller aux iles de Taboga et Taboguilla. Leur joie augmenta encore, lorsque descendant de cette montagne, ils se trouvèrent dans une vallée où il y avait une prairie pleine de toute sorte de bétail, que plusieurs Espagnols à cheval chassaient. Mais apercevant les aventuriers, ils abandonnèrent ces animaux pour se sauver et les pirates les remplacèrent. Mais à peine avaient-ils commencé le repas, que Morgan fit donner une fausse alarme. Tout le monde aussitôt fut sous les armes, et le groupe marcha jusqu'à une petite éminence, d'où ils aperçurent les tours de la ville de Panama. Ils rencontrent une première tentative de résistance de 200 hommes de l'armée espagnole qui leur crièrent : « demain, demain, chiens que vous êtes, nous vous verrons dans la savane ». Morgan fait donc camper ses 1 200 pirates d'où il pouvait découvrir les Espagnols tout autour de lui. Cependant il fit battre les tambours, jouer les trompettes, et déployer les drapeaux. Les Espagnols en firent autant de leur côté. Il parut aussi plusieurs compagnies d'infanterie, et quantité d'escadrons de cavalerie tout autour des aventuriers restant toutefois à une portée de canon. Cependant les Espagnols tirèrent toute la nuit au canon.

Situation du fort San Lorenzo et du rio Chagres.
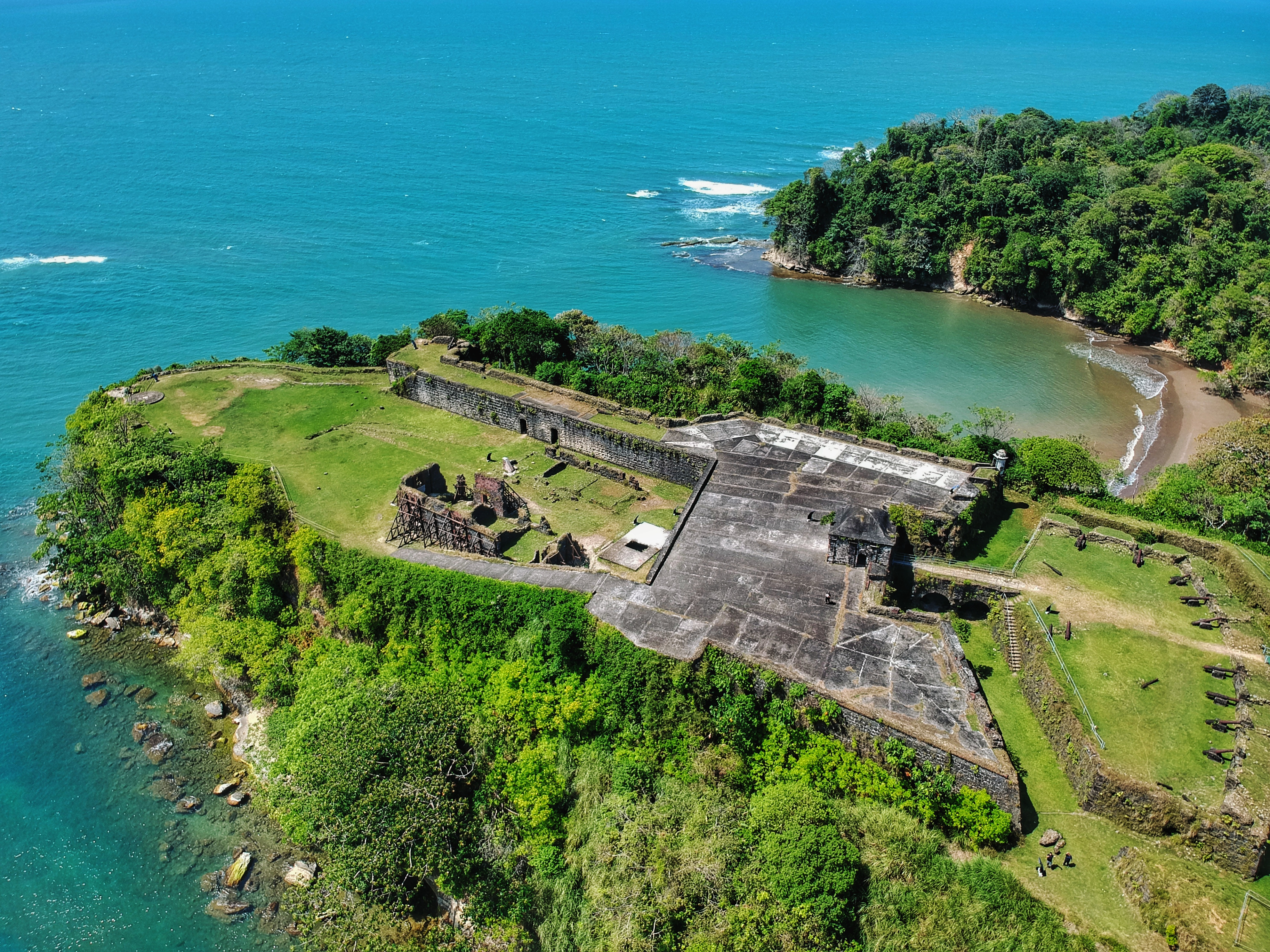
Vue aérienne du fort San Lorenzo.
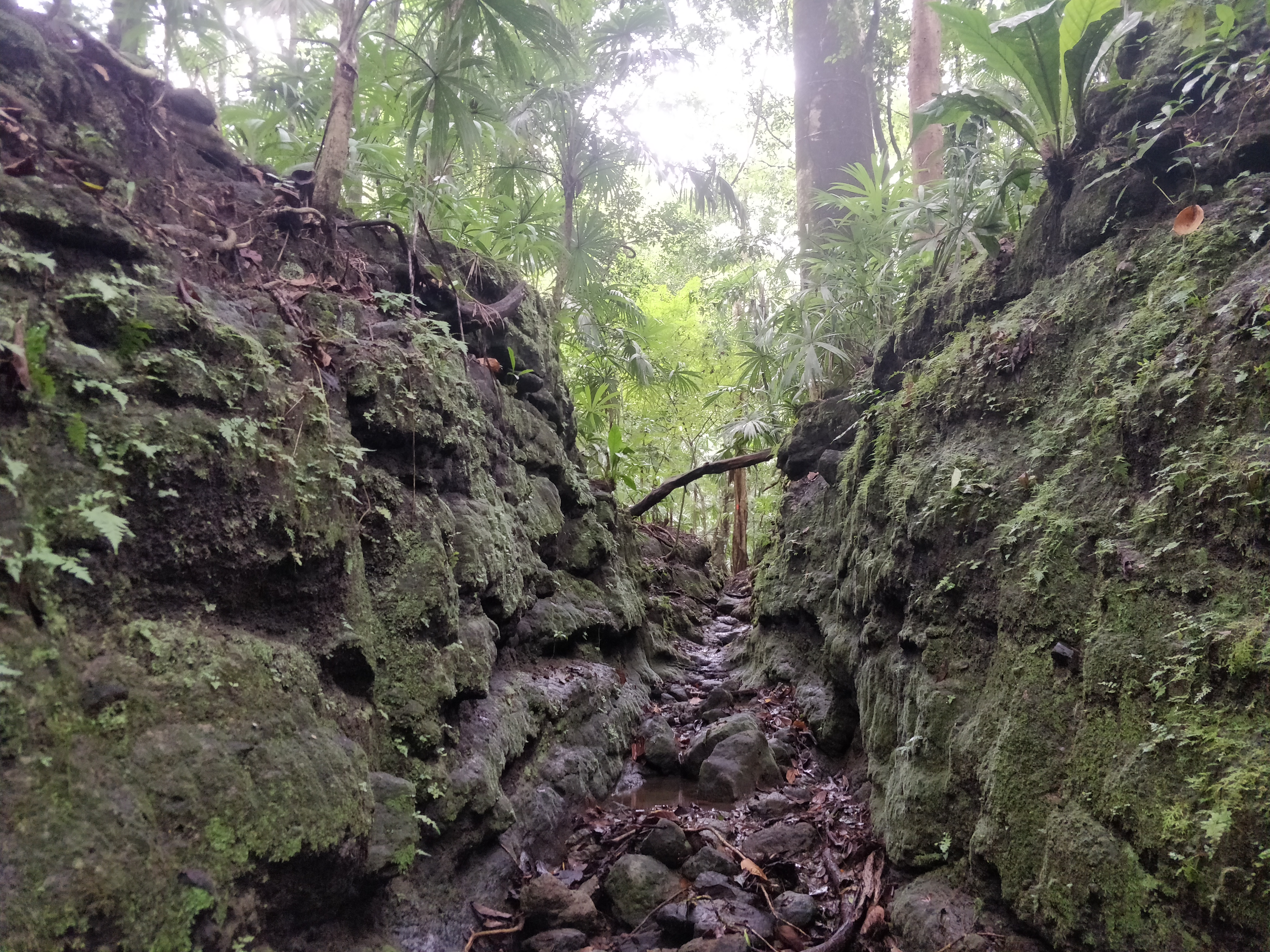
Tronçon du Camino Real de Cruces.

## La bataille et le sac
Le 28 janvier 1671, les Espagnols font battre la Diane les premiers ; Morgan leur répondit. Dès qu'il fit jour l'on vit paraître autour de son armée plusieurs petits escadrons de cavalerie, qui venaient l'observer. Morgan commanda à ses gens de se préparer au combat. Il partagea ses troupes en 4 groupes. Lawrence Prince commandait le groupe du centre, avec Henry Morgan et Edward Collier (en) qui menaient les ailes droite et gauche, tandis que le l'arrière-garde était commandée par le colonel Bledry Morgan.
À partir du lever du soleil, les pirates commencent à descendre de la colline, en 4 groupes de 300 hommes, armés de mousquets pour rejoindre une petite éminence, d'où ils découvrirent l'armée des Espagnols qui était très belle, et qui marchait en bon ordre. Les Aventuriers à cette vue commencèrent à faire trois cris qui auraient épouvanté les plus hardis. Les Espagnols en firent de même, et les deux partis avancèrent les uns contre les autres.
Le gouverneur de Panama (es) Don Juan Pérez de Guzmán y Gonzaga (es) se prépare alors pour la défense avec 1 200 fantassins et 400 cavaliers dont une partie seulement sont des soldats professionnels.
Toutefois cette force, supérieure en nombre, située dans une plaine à proximité d'une colline est tactiquement mal placée. Cette force espagnole a seulement 600 armes à feu, composées principalement d'arquebuses. Les autres soldats ne sont principalement armés d'armes coupantes pour la défense, comme des machettes, des piques et des lances.
Morgan fit ranger son armée en bataille derrière le río Matasnillo. Les deux cents enfants perdus furent devant pour s'opposer à la cavalerie, qui espérait venir fondre sur les Aventuriers mais le terrain étant un peu marécageux, les chevaux ne voulaient point passer. Les enfants perdus, commencèrent à faire une furieuse décharge : la moitié tirait pendant que l'autre chargeait, si bien que le feu était continu, et que chaque coup portait. Ce combat dura environ deux heures, où toute la cavalerie fut défaite.
Le flanc gauche de l'infanterie, supposant que les pirates se retirent, attaque alors spontanément sans ordre.
Sans autre option, Don Juan Pérez de Guzmán y Gonzaga ordonne à toute l'infanterie d'avancer, mais le premier tir de barrage de mousquets des pirates s'achève avec environ 100 hommes hors de combat, ce qui provoque la fuite de toutes les troupes locales et leur défaite.
Dans une tentative désespérée d'arrêter les pirates, les défenseurs libèrent alors un troupeau de deux mille taureaux. Les aventuriers s'apercevant de cela, envoyèrent contre ces animaux quelques fusiliers qui firent voltiger leurs drapeaux devant eux avec des cris terribles, de sorte que ces taureaux prirent d'épouvante, coururent d'une telle force, que ceux qui les conduisaient furent aussi contraints de se retirer.
Les corsaires poursuivent les vaincus vers la ville, mettant hors de combat entre 400 et 500 habitants, tandis que les assaillants ont très peu de victimes.
La ville de Panama était alors ouverte de toutes parts, et sans murailles, n'ayant pour toute forteresse que deux redoutes; une sur le bord de la mer avec six pièces de canon de fonte, et l'autre vers le chemin qui venait de « Venta de Cruces », sur laquelle il y avait huit pièces de canon de bronze. En outre, on y trouvait encore 28 pièces de bronze. Elle pouvait contenir six à sept mille maisons toutes bâties en bois de cèdre, on en voyait peu en pierre, les rues étaient belles, larges. Il y avait huit monastères, tant d'hommes que de femmes, une église épiscopale, et une paroissiale, un hôpital administré par des religieuses.
Après avoir entendu parler de la défaite, Pérez de Guzmán (es) donne l'ordre à Don Baltazar Pau y Rocaberti, capitaine de l'artillerie de la ville de Panama, de faire sauter des barils de poudre dispersés à travers la ville, provoquant un gigantesque incendie.
Les pirates entrent dans la ville et le combat commence dans les rues. Des combats ont également lieu sur la plage de Prieta, sur la côte sud, pour le contrôle des bateaux. Bien qu'un grand nombre de corsaires meurent dans ces combats de rues, ils parviennent à mettre hors de combat tous les défenseurs.
Les pirates contrôlent alors Panama Viejo, et commencent le sac de la ville tout en combattant le feu jusqu'à minuit.

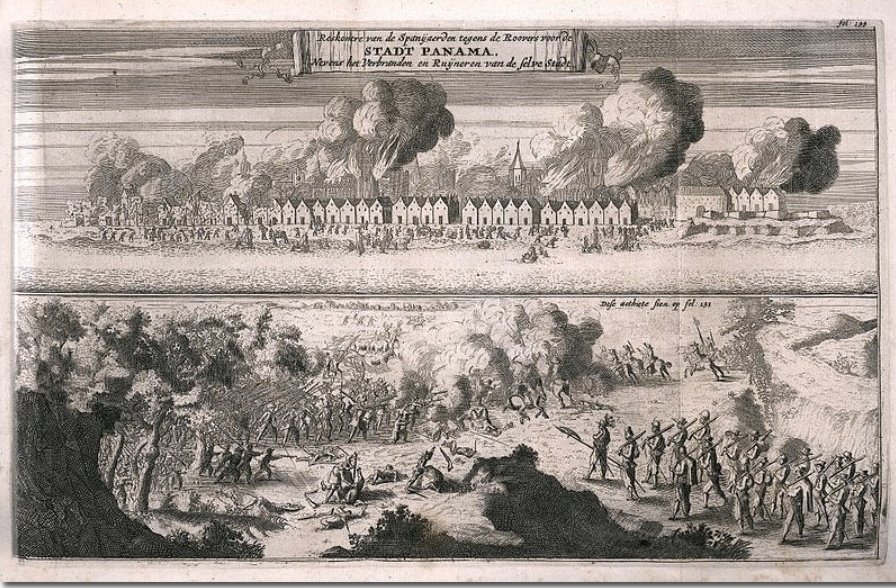
Bataille entre les Boucaniers et les Espagnols lors de l'attaque de la ville de Panama en 1671 (gravure de 1678)
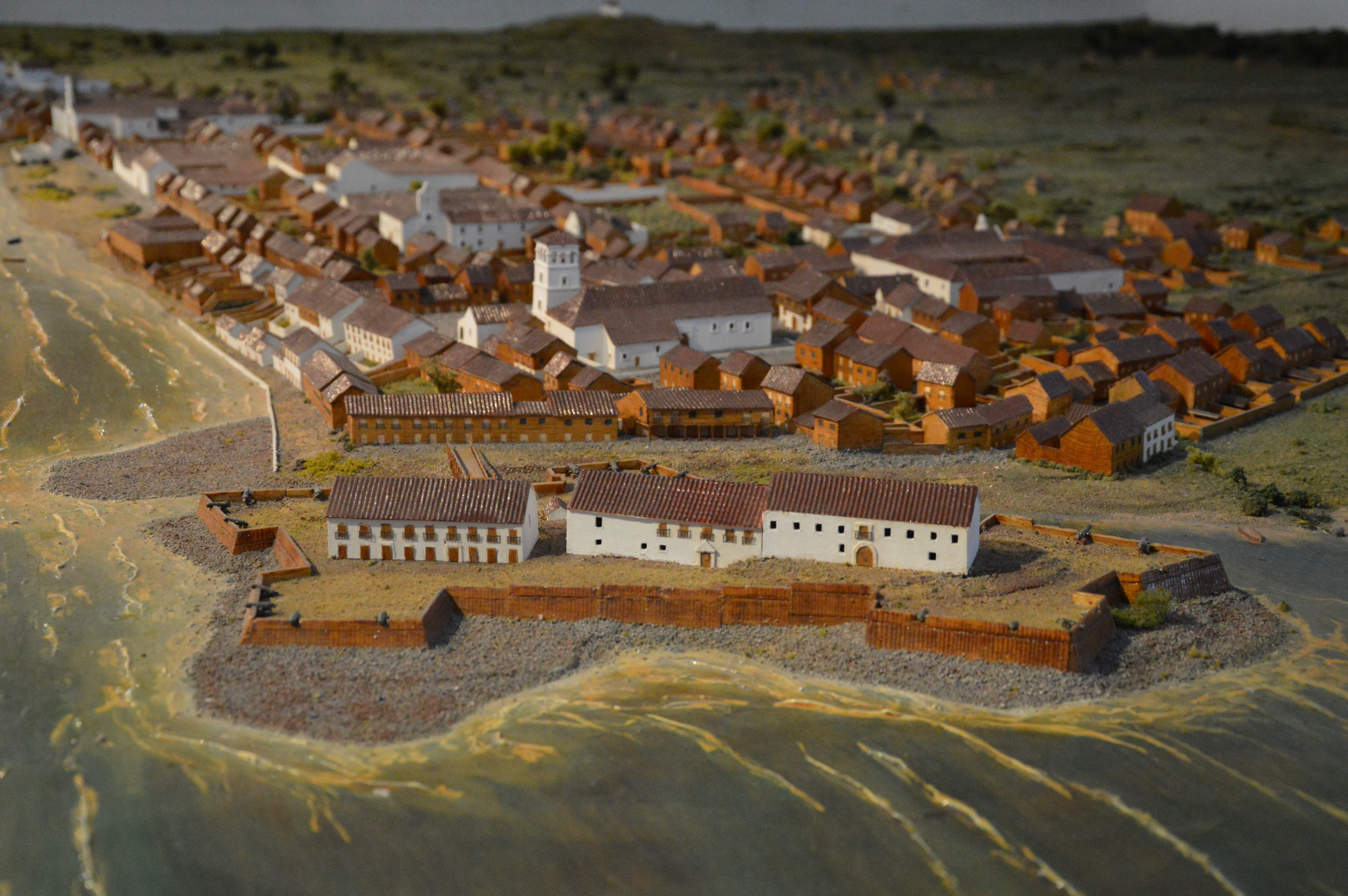
Maquette de Panamá Viejo.
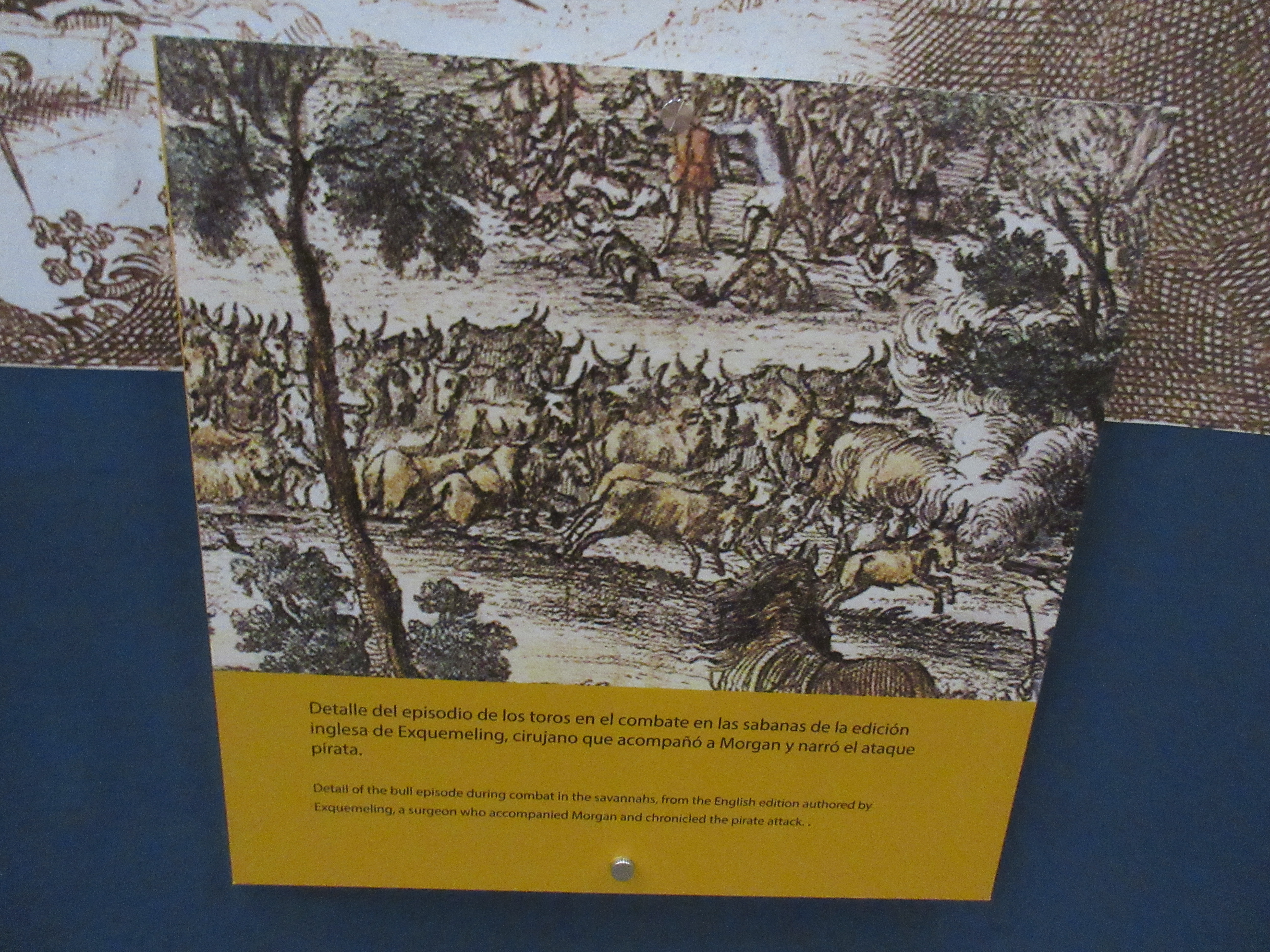
Épisode des taureaux.
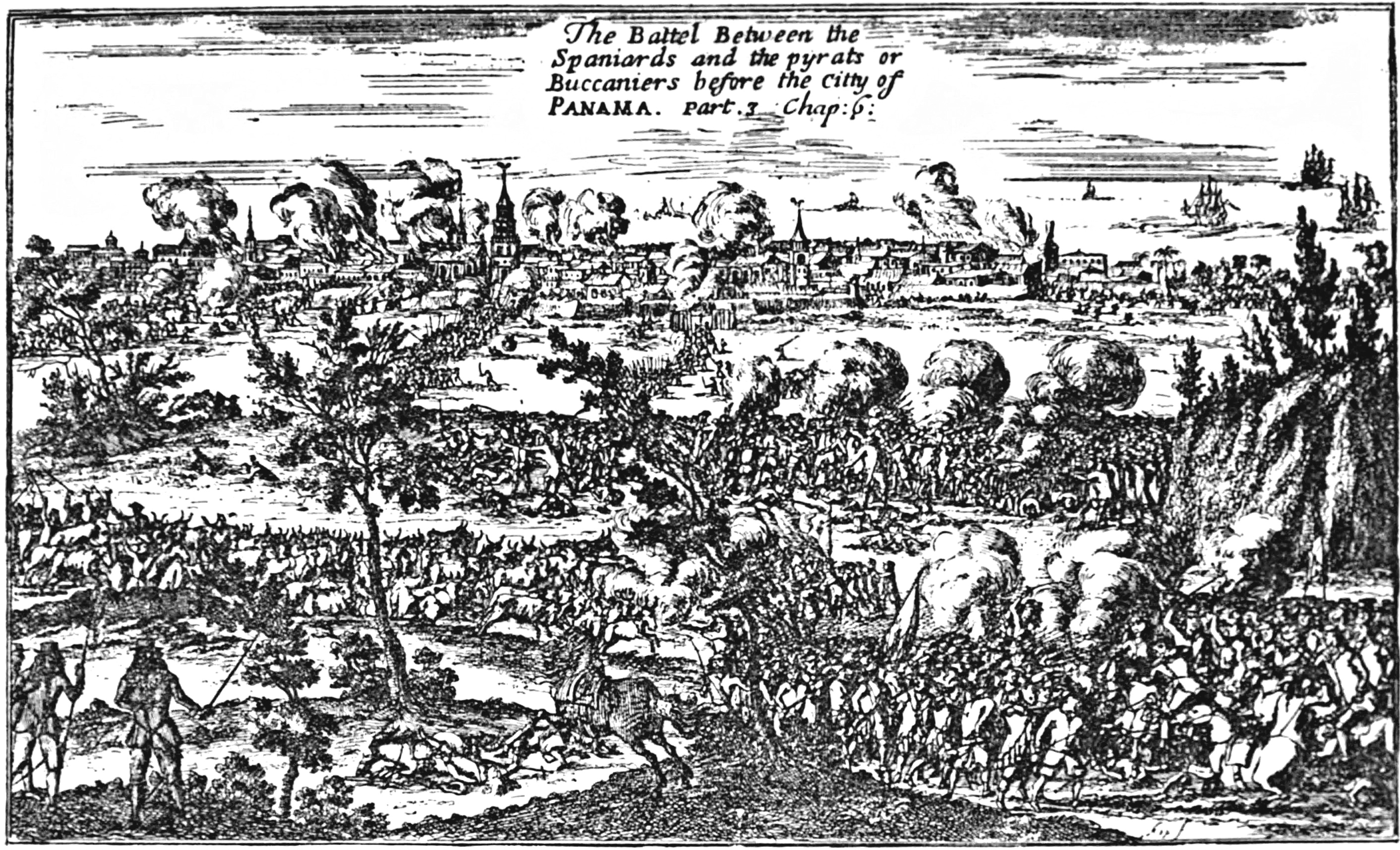
Les pirates d'Henry Morgan attaquent Panama Viejo

Ils trouvèrent quantité de magasins pleins de marchandises, que les Espagnols avaient laissés n'ayant pas assez de vaisseaux pour les
embarquer, ni assez de temps pour les emporter. Ces magasins étaient pleins de farines, de toutes sortes d'instruments en fer, destinés au Pérou, comme des houes, haches, enclumes, socs de charrue, et généralement des outils qui servent dans les mines d'or et d'argent. Il y avait aussi quantité de vin, d'huile d'olive et d'épices.
Le lendemain, 29 janvier, Henri Morgan envoya 180 hommes pour annoncer la victoire à Chagres. Il fait construire également des retranchements principalement autour de l'« église des Pères de la Trinité » en cas d'attaque. Il compose également plusieurs corps chargés de piller la ville et les alentours qui revinrent 2 jours après avec plus de cent mulets chargés de pillage et d'argent, et plus de deux cents prisonniers. Ils capturèrent également un navire venant de Paita, au Pérou, chargé de biscuits, de sucre, de savon, et de draps du Pérou, avec vingt mille piastres en argent. Après avoir passé 3 semaines à Panama, les pirates ne trouvant plus rien à piller Henri Morgan donna ordre à chaque compagnie d'amener un certain nombre de mulets, afin de charger le pillage, et de le porter jusqu'à « Venta de Cruces », pour l'embarquer sur le río Chagres.
Cependant, plusieurs aventuriers avaient pour but de s'emparer du navire et des barques qui avait été pris, afin d'aller en course dans la mer du Sud, et d'abandonner Morgan. Ils devaient faire un fort sur l'île de Taboga, pour y cacher tout ce qu'ils prendraient et quand ils auraient assez de pillage, s'assurer un grand navire Espagnol, et un bon pilote, afin de sortir ensuite par le détroit de Magellan. Averti, Morgan, envoya couper les mats du grand navire, et désagréer les barques.
Les mulets que Morgan avait commandés furent prêts en peu de jours. On fit des ballots de tout le butin, et quoiqu'ils n'emportent que de l'argent, comme il y en avait quantité, soit en vaisselle ou ornements religieux, cela tenait bien de la place. Après cela Morgan fit savoir aux prisonniers qu'il était dans le dessein de partir aux premiers jours, et que chacun songeât à payer sa rançon ou dans le cas contraire qu'il les emmènerait avec lui. Il taxa également les esclaves et les gens libres.

## Le retour
Morgan eut connaissance que Don Juan Pérez de Guzmán y Gonzaga (es) rassemblait des troupes, qu'il avait pris le bourg de « Venta de Cruces », où il s'était retranché, afin de s'opposer à son passage. Il détacha alors cent cinquante hommes, pour en connaître la vérité, avec ordre d'aller à « Venta de Cruces ». Le groupe revint rapidement, rapportant qu'il n'avait rien vu et que des gens qu'il avait pris, et interrogé sur ce sujet, n'avaient rien vu non plus.
Il fit charger l'argent sur des mulets, enclouer tous les canons, et rompre les culasses et les tenons afin qu'on ne puisse plus s'en servir. Il mit ensuite son armée en bon ordre, en faisant marcher une partie devant, l'autre derrière, et au milieu tous les prisonniers au nombre de cinq à six cents personnes, tant hommes que femmes et enfants.
Le même soir Morgan fit camper son armée au milieu d'une grande savane, sur le bord d'une petite rivière.
Quand Morgan arriva à « Venta de Cruces » il fit décharger aussitôt tous les mulets dans le magasin du Roy, et les aventuriers avec les prisonniers campèrent tout autour. Les Espagnols qui avaient été un peu lents à apporter les rançons se hâtèrent et se trouvèrent à « Venta de Cruces » un jour après Morgan, quand ils virent qu'effectivement il emmenait les prisonniers.
Lorsque les canots et les deux chattes que Morgan avait commandés, arrivèrent, ·les boucaniers embarquèrent le pillage avec de la nourriture ainsi que quelques prisonniers qui n'avaient pas payé leur rançon, et cent cinquante esclaves. L'ensemble partit de « Venta de Cruces » le 5 mars 1671 et arrivèrent, deux jours après dans un lieu nommé « Barbacoas », où les prêtres payèrent la rançon des Religieux. L'armée repartit ensuite et arriva à Chagres en très peu de temps.
Le lendemain de l'arrivée de Morgan, on estima le pillage qu'on avait fait, et on trouva qu'il se montait à quatre cent quarante-trois mille deux cents livres sans compter les pierreries qui furent vendues plus tard.
Lors du partage, il n'y avait personne qui ne s'attendit d'avoir au moins mille écus pour sa part. Mais ils furent trompés dans leur attente, car lorsque le partage fut fait, ils virent que tout était d'un côté, et presque rien de l'autre, Morgan et ceux de sa cabale ayant détourné la meilleure part. Cela les anima furieusement, et il n'en fallait pas tant pour porter ces gens à d'étranges extrémités. Il y en avait qui n'allaient pas moins qu'à se saisir de la personne de Morgan et de ses effets et d'autres à lui faire sauter la cervelle.
Morgan s'apercevant que le nombre et l'animosité des mécontents augmentaient prit la fuite en sortant tout d'un coup du río Chagres seulement accompagné de quatre vaisseaux avec les capitaines, ses confidents, qui avaient participé au vol fait à leurs camarades, et qui avaient hasardé leurs vies aussi bien, qu'eux et Morgan.
Morgan fit route pour la Jamaïque, où il s'est retiré, et marié à la fille d'un des principaux officiers de l'île.

## Conséquences de la perte de Panama Viejo
On dit que la reine d'Espagne - la régente Marianne d'Autriche - a pleuré de manière inconsolable lorsque la nouvelle de l'assaut sur Panamá Viejo est arrivée à Madrid en 1671, parce qu'elle tentait de signer la paix avec l'Angleterre après presque 15 ans de guerre.
Le roi d'Angleterre Charles II a présenté des excuses officielles prétendant ne pas être au courant de l'attaque mais l'Espagne a demandé que Henry Morgan soit mis en cause.
Celui-ci est envoyé enchaîné à Londres, mais il y a vécu confortablement pendant trois années, avant de revenir dans les Caraïbes en 1675 en tant que vice-gouverneur de la Jamaïque.
Après la destruction de Panamá Viejo, les Espagnols créent en 1673 une nouvelle capitale, située à 8 km au Sud-Ouest, dans un lieu mieux protégé et plus sain qui deviendra l'actuelle ville de Panama.
En réponse à l'assaut, en Espagne et dans ses possessions, de grandes armées sont organisées pour contre-attaquer car les Espagnols pensaient que Morgan avait été envoyé au Panama pour l'annexer au profit de l'Angleterre.
L'Espagne a alors envoyé de Lima 3 000 hommes à bord de navires de guerre qui sont arrivés cinq semaines après le départ des pirates de l'isthme. Cette grande mobilisation militaire témoigne de la position stratégique de la ville de Panama.
Quand on apprit en Espagne que Morgan avait pris sa retraite, les forces armées qui y étaient en garnison ont été réduites.

## Biographie de participants
- Henry Morgan
- Alexandre-Olivier Exquemelin
- Laurens Prins
- Robert Searle

On trouvera dans cette partie la biographie de pirates ayant participé à cette expédition dont on a que peu de renseignements et qui n'ont pas de page sur Wikipedia.

### Joseph Bradley
Le capitaine Bradelet où Bradley (en) était un flibustier anglais. Il est mort lors de l'attaque du fort San Lorenzo qui gardait l’embouchure de la rivière Chagres et la ville de Chagres.

### Roc Brasiliano
Roc Brasiliano (en) était un pirate néerlandais. Il participe aux expéditions de Morgan contre Portobello et Panama.

### Edward Collier
Edward Collier (en) est un flibustier anglais qui a servi comme commandant en second d'Henry Morgan pendant une grande partie de ses expéditions au milieu du XVIIe siècle.
Nommé vice-amiral durant l'expédition, il mène l’aile gauche de l’assaut pour capturer la ville.

### Jelles de Lecat
Jelles de Lecat (en) était un pirate et boucanier néerlandais. Il quitte le groupe en raison de désaccords avec Henry Morgan sur le partage du butin.

### Bledry Morgan
Le colonel, gallois, Bledry Morgan ne doit pas être confondu avec le boucanier, Sir Henry Morgan, gouverneur de la Jamaïque.
On suppose que le colonel Bledry Morgan était un parent de Sir Henry Morgan et qu'il a travaillé avec lui à plusieurs reprises. C'était une personnalité importante en Jamaïque entre 1660 et 1670. Lors de la bataille de Mata Asnillos, le colonel commandait l'arrière-garde de 300 hommes.
En mai 1671, il fut nommé gouverneur adjoint de l'île de la Providence par James Modyford (en).

### John Morris
John Morris où Morrice (en) était un flibustier anglais. Avec Laurens Prins, il mène l'avant-garde, composé de 300 boucaniers, contre les troupes espagnole chargées de défendre la ville de Panama.

### Jan Erasmus Reyning
Jan Erasmus Reyning (en) était un pirate et corsaire néerlandais. Il quitte le groupe en raison de désaccords avec Henry Morgan sur le partage du butin.

### Francis Witherborn
Francis Witherborn (en) était un flibustier, corsaire et pirate anglais. Il a a rejoint la flottille de Morgan lors de l'attaque contre la ville de Panama en 1671.